# Nattvarden (målning av Tintoretto)
Nattvarden är en målning från 1592–1594 av den italienske konstnären Tintoretto. Den ger en okonventionell, manieristisk skildring av nattvardsmotivet.
Målningen var ett beställningsarbete för Benediktinordens klosterkyrka San Giorgio Maggiore i Venedig, där den fortfarande finns. Det var Tintorettos sista större verk; han avled samma år som det fullbordades.

## Beskrivning
Istället för det frontalperspektiv och de klassiska proportioner som var typiska för ämnet, och som Tintoretto själv hade använt i tidigare versioner, är bordet med Jesus och lärjungarna avbildat snett uppifrån och rummet är asymmetriskt. Jesus är placerad vid mitten av bordet, men är på grund av perspektivet ändå en liten och avlägsen figur. Judas svek antyds knappt, till skillnad från i Leonardo da Vincis inflytelserika Nattvarden, där det är av central betydelse.
Tintorettos version skildrar istället själva transsubstantiationen, som under motreformationen hade blivit extra viktig att framhäva i det katolska Europa. En annan aspekt är att nattvardsskildringar traditionellt hade målats för refektorier, det vill säga klostermatsalar, varför själva sakramentet inte nödvändigtvis har framhävts. I och med att Tintorettos målning var gjord för en kyrkobyggnad kunde motivet anpassas så att det fungerade som en prototyp för prästen och församlingen under eukaristin, och det snedställda bordet uppfattas som löpande parallellt med altaret, varmed det kan ses som en förlängning av altaret.